# Amphimedon rubens
Amphimedon rubens är en svampdjursart som först beskrevs av Peter Simon Pallas 1766.  Amphimedon rubens ingår i släktet Amphimedon och familjen Niphatidae.
Artens utbredningsområde är Karibiska havet. Inga underarter finns listade i Catalogue of Life.